# Johnnie Johnson

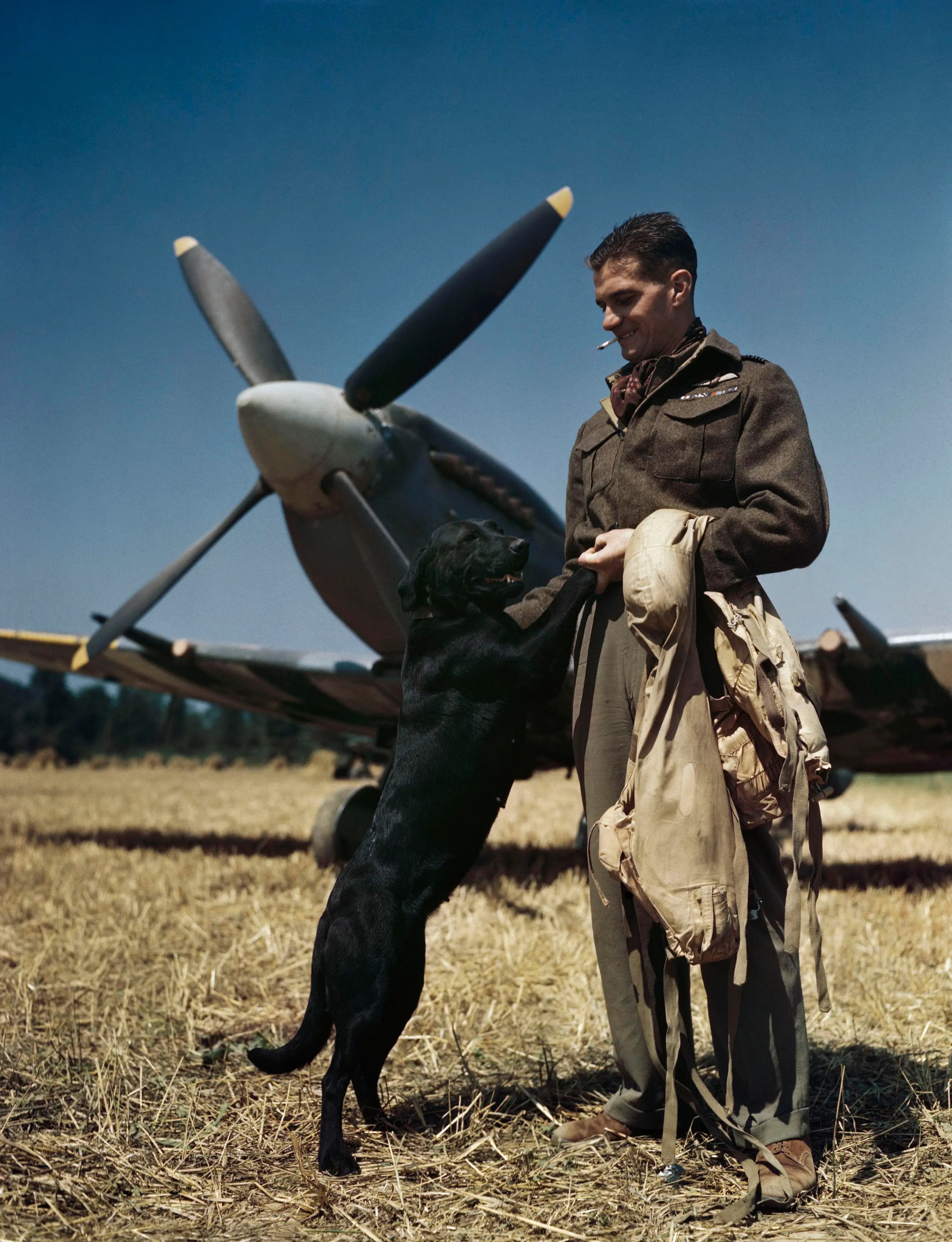
Johnnie Johnson w Normandii, lipiec 1944

James Edgar Johnson (ur. 9 marca 1915 w Barrow upon Soar, zm. 30 stycznia 2001 w Buxton) – brytyjski lotnik, czołowy brytyjski as myśliwski okresu II wojny światowej. Odniósł 34 zwycięstwa powietrzne.

## Życiorys

### Młodość
Urodził się 9 marca 1915 w Barrow upon Soar jako syn Alfreda Johnsona i Beatrice May. Dorastał w Melton Mowbray, gdzie jego ojciec był policjantem. Od wczesnej młodości interesował się sportem i strzelectwem. Uczęszczał do szkół Camden Street Junior School i Loughborough Grammar School. Za naukę w Loughborough zapłacił jego wuj Edgar Charles Rossell, odznaczony krzyżem Military Cross. Następnie podjął studia na University of Nottingham, gdzie zdobył dyplom inżyniera lądowego w wieku 22 lat. Pracował jako geodeta w Melton Mowbray później jako asystent inżyniera w Loughton. W 1938 podczas gry w rugby złamał obojczyk, kość została źle złożona i nie zrastała się prawidłowo, co w przyszłości skutkowało trudnościami na początku kariery lotniczej.

### Początki w RAF
Johnson zaczął naukę latania na własny koszt. Złożył wniosek o przyjęcie do AAF (Auxiliary Air Force) lecz na przeszkodzie stanęło jego pochodzenie społeczne. Po układzie monachijskim zagrożenie wojną wzrosło, obniżono więc kryteria przyjęć. Johnson ponownie próbował wstąpić do AAF lecz formacja dysponowała już odpowiednią liczbą pilotów, zaproponowano mu służbę w eskadrze balonowej, lecz Johnson nie skorzystał z oferty. Po odmowie w AAF próbował zaciągnąć się do Royal Air Force Volunteer Reserve (RAFVR) która była szansą na wstąpienie do RAF, dla młodych mężczyzn z uboższych rodzin. Został ponownie odrzucony ze względu na zbyt dużą ilość kandydatów oraz kontuzję obojczyka. Wstąpił do Armii Terytorialnej gdzie pewnego dnia podczas jazdy konnej w Burleigh zboczył z trasy aby zobaczyć bazę RAF w Wittering. Patrząc na myśliwce Hawker Hurricane miał powiedzieć: Jeśli będę musiał walczyć z Hitlerem, prędzej bym z nim walczył w jednym z nich niż na cholernym wielkim koniu!.

### II wojna światowa
W sierpniu 1939 został przyjęty do RAFVR i zaczął szkolenie Stapleford Tawney na samolocie de Havilland Tiger Moth, w maju 1940 dołączył do 7 Operational Training Unit w Hawarden w Walii, gdzie szkolił się na dwusterze Miles Master. Od 19 do 28 sierpnia latał Spitfirem ćwicząc loty w formacji, akrobację i walkę kołową. Po szkoleniu i wylataniu 205 godzin w tym 23 na Spitfirze otrzymał przydział do 19 dywizjonu w stopniu podporucznika (pilot officer). Ze względu na braki w sprzęcie został przeniesiony do 616 dywizjonu. Stara kontuzja dawała znać o sobie i sprawiała Johnsonowi ból podczas akrobacji. Miał wybór między operacją a przeniesieniem na stanowisko instruktora. Wybrał operację. Do dywizjonu wrócił dopiero 28 grudnia 1940. Na początku 1941 często latał w towarzystwie asów Douglasa Badera oraz Australijczyka Tonyego Gaze'a. 15 stycznia z podporucznikiem Dundasem uszkodził Do 17, a 22 lutego Me 110. Swoje pierwsze zwycięstwo odniósł 26 czerwca 1941]zestrzeliwując Bf 109 niedaleko Gravelines. Między 6 lipca a 9 sierpnia strącił kolejne 3 messerschmitty. 4 września awansował na kapitana (flight lieutenant) oraz otrzymał Distinguished Flying Cross. 21 września zapisał na swoje konto 2 Bf 109, odnosząc piąte i szóste zwycięstwo dające symboliczny tytuł asa. 10 lipca 1942 został awansowany do stopnia majora (squadron leader) i otrzymał dowództwo 610 dywizjonu. Po świętach Bożego Narodzenia został dowódcą 127 skrzydła RCAF (Royal Canadian Air Force) stacjonującego w Kenley i wyposażonego w Spitfiry IX. Zadaniem jego nowej jednostki było eskortowanie amerykańskich bombowców nad Francją.
Po Lądowaniu w Normandii skrzydło Johnsona zostało jako pierwsze przeniesione do Francji. 23 sierpnia 1944 zestrzelił 2 Fw 190 (32 i 33 zwycięstwo) bijąc jednocześnie rekord południowoafrykańskiego asa Adolpha Malana. We wrześniu Johnson na czele swojego skrzydła bierze udział w Operacji Market Garden, 27 września odniósł swoje ostatnie zwycięstwo, strącił nad Nijmegen Bf 109. Skrzydło rzadko napotykało wrogie samoloty. Ostatnią zmasowaną akcją Luftwaffe była operacja Bodenplatte. Johnson był świadkiem niemieckiego ataku na swoją bazę Melsbroek pod Brukselą, stwierdził, że Niemcy wyglądali na niedoświadczonych i strzelali „okropnie”. 26 marca został podpułkownikiem (wing commander), kilka dni później objął dowództwo 125 skrzydła. W ostatnich tygodniach wojny wykonywał loty bojowe nad Berlinem i Kilonią, podczas jednego z nich, jego skrzydło ostrzelało i zniszczyło 11 startujących Bf 109, innym razem przechwycił klucz czterech Fw 190, Niemcy machali skrzydłami by pokazać, że nie mają wrogich zamiarów, a piloci 125 skrzydła eskortowali ich do brytyjskiej bazy.
W czasie II wojny światowej Johnnie Johnson zestrzelił 34 samoloty na pewno, 3 prawdopodobnie oraz 10 uszkodził.

### Lata powojenne
Po zakończeniu działań wojennych Johnson wraz ze swoją jednostką został przeniesiony do Kopenhagi. Następnie dowodził 2. Lotnictwem Taktycznym (Second Tactical air Force) w okupowanych Niemczech. Kolejne doświadczenia zdobywał w lotnictwie amerykańskim, gdzie zapoznał się z odrzutowcem North American F-86 Sabre. Brał udział w Wojnie koreańskiej  na samolotach Lockheed F-80 Shooting Star. Za służbę w Korei otrzymał amerykański Medal Lotniczy oraz Legię Zasługi. W 1951 dowodził bazą RAF w Faßberg Był również dowódcą baz w Wildenrath i Cottesmore. W 1965 awansowany do stopnia generała brygady (Air vice marshal).
James Edgar Johnson zmarł na raka 30 stycznia 2001.

## Ordery i odznaczenia
- Distinguished Service Order
- Distinguished Flying Cross
- Order Imperium Brytyjskiego
- Order Łaźni[19].
- Order Leopolda[19]
- Krzyż Wojenny (Belgia)
- Legia Zasługi
- Medal Lotniczy (Stany Zjednoczone)
- Legia Honorowa